# Amidonnier
Triticum turgidum subsp. dicoccon
Sous-espèce
Classification phylogénétique
L'amidonnier (Triticum turgidum subsp. dicoccon) est une sous-espèce de céréale à faible rendement appartenant au genre des blés (Triticum). C'est avec l'engrain la plus ancienne céréale domestiquée par l'homme, vers -7500, au Proche-Orient. Elle était très largement cultivée dans l'Antiquité, mais elle n'est plus, aujourd'hui, qu'une céréale résiduelle que l'on ne trouve que dans les régions montagneuses d'Europe et d'Asie.
Il provient de l'amidonnier sauvage (Triticum dicoccoides). Celui-ci est également à l'origine du blé dur (Triticum subsp. durum), que l'homme a obtenu par sélection.
Il existe quatre variétés d'amidonnier cultivé : l'amidonnier blanc (Triticum amyleum), également appelé moyen épeautre, épeautre de mars ou épeautre de Tartarie, l'amidonnier noir, l'amidonnier rouge et l'amidonnier jaune dit Farvento.

## Morphologie
L'épi présente un axe fragile, aplati sur le sens du profil, aux barbes courtes et faibles pour l'amidonnier blanc, plus longues pour l'amidonnier noir. Chaque épillet contient 2 (rarement 3) grains. Le grain est vêtu, de couleur rougeâtre. Les balles restent adhérentes au grain à la maturité, ce qui rend plus difficile la mouture. Le grain produit cependant une farine blanche et très riche en amidon, d'où le nom français de la céréale.

## Taxonomie
De grandes similarités génétiques et morphologiques montrent que l'amidonnier sauvage est l'ancêtre de l'amidonnier domestiqué. Parce que les amidonniers sauvages et domestiqués sont interfertiles avec les autres blés tétraploïdes (en particulier avec le blé dur), certains taxinomistes considèrent que tous les blés tétraploïdes appartiennent à une seule espèce, le Triticum turgidum. Selon cette classification, l'amidonnier sauvage et l'amidonnier domestiqués sont considérés comme des sous espèces, et désignés respectivement comme Triticum turgidum L. subsp. Dicoccoides et Triticum turgidum L. subsp. Dicoccon. Chacune de ces dénominations est équivalente, le second système se fondant sur les similarités génétiques (cf. Taxonomie du blé). Dans cette seconde classification, le blé dur est alors nommé Triticum turgidum L. subsp. Durum.

## Triticum amyleum
L'amidonnier blanc (Triticum amyleum) a un épi à axe fragile, aplati sur le sens du profil, très régulier, très blanc et lustré, barbes courtes et faibles. Le grain est vêtu, rougeâtre, triangulaire a pellicule très mince et à cassure cornée. La paille blanche est très creuse, abondante et douce quoique ferme.
L'amidonnier blanc, comme tous les blés à grain vêtu, convient particulièrement aux terres pauvres et aux régions froides et montagneuses. C'est pour cette raison qu'il est cultivé depuis très longtemps dans certains endroits peu fertiles de l'Alsace et du Palatinat.
L'amidonnier blanc est semé en mars ou avril, d’où son surnom d'épeautre de mars.

### Synonyme
- Triticum dicoccon Schrank

## Utilisation

### Alimentation humaine
Du pain d'amidonnier a été retrouvé dans des tombes égyptiennes datant d'environ 2050 av. J.-C..
En Allemagne et en Suisse, on s'en sert pour fabriquer un type de bière, l'emmerbier, dont la recette s'apparente à celles des anciens Égyptiens ou Mésopotamiens.
En Italie, il est appelé farro et sa culture a survécu pendant des siècles dans la Lunigiana et la province de Lucques, où on utilise traditionnellement l'amidonnier pour préparer une soupe paysanne, la zuppa di farro. Depuis quelques années, ce plat est devenu populaire dans toute l'Italie.
En France, l'amidonnier est cultivé en Bretagne et en Alsace.

### Alimentation animale
L'amidonnier est encore cultivé en Espagne pour l'alimentation du bétail (fourrage).